# Frida Strand Kristoffersen
Frida Strand Kristoffersen (* 15. Juni 1993) ist eine norwegische Biathletin.
Frida Strand Kristoffersen startet für Tromsoe Skiklubb langrenn. Sie gab ihr internationales Debüt im Rahmen der Juniorenweltmeisterschaften 2012 in Kontiolahti, wo sie 25. des Einzels, Neunte des Sprints und 28. der Verfolgung wurde. Ein Jahr später erreichte sie in Obertilliach Platz 33 im Einzel, sechs im Sprint und elf in der Verfolgung. Wenig später startete sie bei den Europameisterschaften in Bansko erstmals bei internationalen Meisterschaften der Frauen. Im Sprint belegte sie den 12. Platz, wurde in der Verfolgung und im Einzel Neunte und verpasste mit Ane Skrove Nossum, Bente Landheim und Marte Olsbu als Viertplatzierte knapp eine Medaille im Staffelrennen.
National nahm Kristoffersen 2011 und 2012 an den Juniorenmeisterschaften im Skilanglauf teil und wurde 2012 über 5 Kilometer Freistil 13 von 229 Teilnehmerinnen.